# 김태연 (국악인)
김태연(2012년 4월 10일~)은 대한민국의 국악인 겸 트롯 가수 및 방송인이다.

## 학력
- 서울미동초등학교(졸업)
- 국립전통예술중학교 한국음악학과(입학 예정)

## 방송

### TV
- 2017년 9월 30일 KBS1 《노래가 좋아》 (45회 출연)
- 2018년 1월 18일 SBS 《순간포착 세상에 이런일이》
- 2018년 9월 2일 KBS1 전국노래자랑 (정읍시편최우수상)
- 2018년 12월 22일 KBS1 《국악한마당》  영재국악인
- 2020년 3월 13일 KBS2 《불후의 명곡  - 전설을 노래하다》
- 2020년 5월 2일 JTBC 《아는형님》
- 2020년 7월 20일 매일방송 《보이스 트롯》 출연
- 2020년 8월 3일 KBS1 《아침마당》 《여름방학 기획 -모여라!! 1신동열전 》
- 2020년 10월 4일 KBS1 《열린음악회》
- 2020년 10월 21일 채널A 《아이콘택트》
- 2020년 10월 24일 KBS2 《불후의 명곡 - 전설을 노래하다》
- 2020년 12월 16일 KBS1 《아침마당》 (도전!꿈의무대)
- 2020년 12월 17일 ~ 2021 3월 4일 TV조선《내일은 미스트롯2》 출연
- 2021년 3월 9일 TV조선 (보도본부 핫라인)출연
- 2021년 3월 24일 TV조선 《뽕숭아학당》 (특별 출연)
- 2021년 3월 27일 JTBC 《아는형님》 게스트 - With 미스트롯2 TOP7
- 2021년 3월 31일 TV조선 《뽕숭아학당》
- 2021년 4월 2일 ~ 8월 20일 TV조선 《내 딸 하자》 출연
- 2021년 4월 13일 MBC 에브리원 《비디오스타》
- 2021년 5월 5일 MBC 에브리원 《대한외국인》
- 2021년 7월 11일 KBS1 《아침마당》  출연
- 2021년 9월 21일 TV조선 특집 한가위 쇼  《달뜨는 소리》 출연
- 2021년 10월 12일 KBS1 《아침마당》 (with 명창 박정아)
- 2021년 10월 12일 KBS 라디오  《김혜영과 함께》
- 2021년 10월 24일 TV조선 《스타다큐 마이웨이 》
- 2021년 10월 29일 TV조선 《금요일은 밤이 좋아》
- 2021년 10월 29일 TV조선 《금요일에 만나요》
- 2021년 12월 7일 TV조선 《화요일은 밤이 좋아》
- 2021년 12월 7일 TV조선 《화요일에 만나요》
- 2022년 1월 17일 TV조선 《개나리학당》
- 2022년 4월 17일 KBS2 《자본주의학교》
- 2022년 9월 9일 JTBC 《히든싱어7》출연
- 2022년 9월 10일 SBS 《더 트롯쇼》출연
- 2022년 9월 14일 TV조선 《수요일은 밤이 좋아》
- 2022년 9월 28일 TV조선 《바람의 남자들》
- 2017년 5월 4일 - 제4회 부안오복마실축제
- 2018년 6월 8일 - 부안군청년회
- 2019년 1월 29일 - 2019 국회 신춘음악회
- 2019년 2월 18일 - 아태문화유산의 달 기념 <아리랑 축제>
- 2019년 4월 27일 - KBS 어린이 국악 큰 잔치
- 2019년 4월 11일 - 전북교통방송 개국 특집 공개방송
- 2019년 5월 12일 - 충남 부여군:  대조사 산사음악회
- 2019년 5월 24일 - 정읍시:  제1회 장명동 각시다리 음악회
- 2019년 6월 28일 - 세계 한국 국악 경연대회
- 2019년 7월 28일 - 2019광주FINA세계수영선수권대회 폐회식
- 2019년 9월 21일 - 전북 고창군: 제12회 선운문화제
- 2020년 10월 9일 - 574돌 한글날 경축식(경복궁)
- 2021년 6월 3일 - 제7회전라북도 자랑스러운 청소년 시상식
- 2021년 8월 11일 - 제19회 재외한국어교육자 국제학술대회 폐회식 공연
- 2021년 8월 21일 - (경북 성주군 : 군민힐링 프로젝트 희망을 노래하다)
- 2021년 10월 1일 - (충북 청양군 군민의날 기념행사 : 2021 청양군민 희망콘서트)
- 2021년 10월 11일 - (2021 온라인 경북 영주 풍기인삼 축제 : 슬기로운 풍기인삼 릴레이 콘서트)
- 2023년 12월 24일 - KBS 1TV TV쇼 진품명품, 1404회

## 앨범
- 2021년 10월 12일 - 스페셜 국악앨범 싱글 발매: 소리꽃 4장

## 광고
- 2020년 이마트
- 2021년 종근당건강 아이커[2]
- 2021년 종근당건강 아이비노트[3]
- 2022년 오스템임플란트

## 수상
- 2016년  10월 2일, 제13회 가야금 병창 대제전[4]
- 2016년 6월 14일, 제18회 공주《박동진 판소리 명창 명고 대회》 유아부 (소속: 김태연 - 자연보물어린이집)[5]
- 2018년 7월 28일, 제09회 크라운해태《국악꿈나무 경연대회》성악부문(유치부)[6]
- 2018년 12월 2일, KBS1 《전국노래자랑》  (정읍시편 최우수상)
- 2019년 4월 5일,  제22회 《서편제보성소리축제》 판소리 부분 (초등부)[7]
- 2019년 5월 12일, 제41회 춘향국악대전판소리 학생[8]
- 2019년 8월 21일, 《임방울국악제》전국대회 판소리
- 2019년 11월 2일, 제22회 대한민국 남도민요경창대회 초등부 대상
- 2019년 10월 1일, 《전국판소리대회》[9]
- 2021년 10월 21일,  2021 월드스타연예대상 시상식[10]

## 홍보대사
- 한국모델협회 (한국모델협회 회원)
- 전라북도 부안군
- 전라북도 정읍시